# Samsung Galaxy Tab E 8
Das Samsung Galaxy Tab E 8 ist ein auf dem Android-Betriebssystem basierender Tabletcomputer des südkoreanischen Herstellers Samsung Electronics, der einzig bekannte Nachfolger des Galaxy Tab E 9.6 innerhalb der E-Serie und schließt diese damit ab. Das Tablet wurde im Januar 2016 präsentiert und wurde offensichtlich nur in Nordamerika verkauft.

## Technik
Das Galaxy Tab E 8 wird angetrieben vom Chip Qualcomm Snapdragon MSM8916 410 mit QuadCore-1,3-GHz-ARM-Cortex-A53-Prozessor und Adreno-306-Grafik und unterstützt von 1,5 GB RAM, der Massenspeicher beträgt 16 GB. Das TFT-LC-Display hat eine Diagonale von 8 Zoll (20,3 cm) bei einer Auflösung von 1280 × 800 Pixeln und einer Farbtiefe von 16 Millionen Farben. Die Hauptkamera hat eine Auflösung von 5 MP und erlaubt Videos in 1280 × 720 bei 30 fps, die Bildschirmkamera hat 2 MP.
Zur weiteren Ausstattung gehören ein Beschleunigungssensor, A-GPS, Glonass, Wi-Fi 802.11 a/b/g/n und Bluetooth 4.1, sowie Mikrofon, Lautsprecher, 3,5-mm-Buchse für ein Headset und USB 2.0. Außerdem gibt es Steckplätze für eine MicroSD-Speicherkarte bis 128 GB und ggf. eine Nano-SIM-Karte. Der Li-Ion-Akku hat 5.000 mAh, die Abmessungen betragen 212,1 × 126,1 × 8,9 mm, das Gewicht beträgt 360 Gramm. Geliefert wurde das Tablet mit Android 5.1.1 und es ist updatefähig bis 7.1.
Bekannt sind folgende Modelle:
- SM-T375 mit nur Wifi,
- SM-T377 zusätzlich mit 2/3/4G,
- SM-T377P für Sprint,
- SM-T377R für U.S. Cellular und
- SM-T377W für Kanada[1][2].